# Lila Tretikov
Lila Tretikov - Лайла Третиков en rus - (Moscou, Unió Soviètica, 25 de gener de 1978) és una russa especialista en programari d'empresa que el maig de 2014 va ser escollida per ser la nova directora executiva de la Fundació Wikimedia, succeint així a Sue Gardner. Va assumir el càrrec l'1 de juny de 2014.
Tretikov va néixer el 25 de gener de 1978 a Moscou. El seu pare és un matemàtic i la seva mare era una directora de cinema. Va anar a la Universitat Lomonosov de Moscou, i es va mudar a Nova York als 16 anys. Va anar a la Lomonosov Moscow State University, va aprendre anglès mentre era cambrera i va obtenir una plaça a la Universitat de Califòrnia a Berkeley, on els seus grans temes eren la informàtica i l'art. Va fer el seu treball de recerca en l'aprenentatge de màquines. Tretikov té un nombre de patents en el mapeig de dades intel·ligents i aplicacions de llenguatge dinàmic.
Tretikov va presentar la dimissió a la Fundació Wikimedia arran de la controvèrsia que va generar-se al voltant del projecte Knowledge Engine, tot indicant que el seu darrer dia seria el 31 de març de 2016.